# Carbo Kohlensäurewerk Hannover

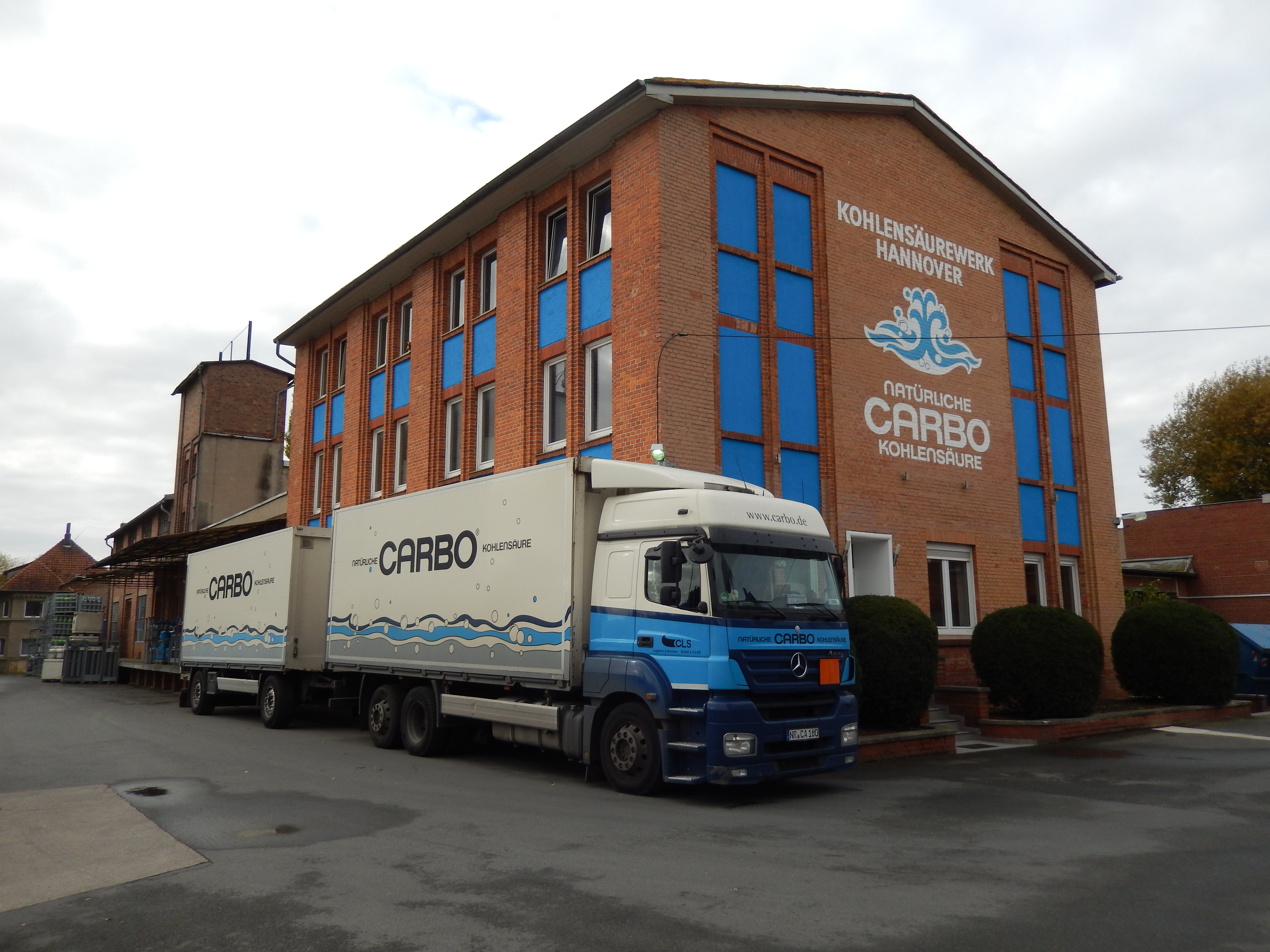
Carbo Kohlensäurewerk Hannover (2016)

Das Carbo Kohlensäurewerk Hannover, ehemals auch Hannoversches Kohlensäurewerk, ist eine Anfang des 20. Jahrhunderts in Rethen errichtete Industrieansiedlung zur Verarbeitung von Kohlensäure. Standort des zeitweilig als Genossenschaft geführten Unternehmens, heute der ältere Teil der Carbo Kohlensäurewerke, ist die Meineckestraße 12 und 14 in Laatzen.

## Geschichte

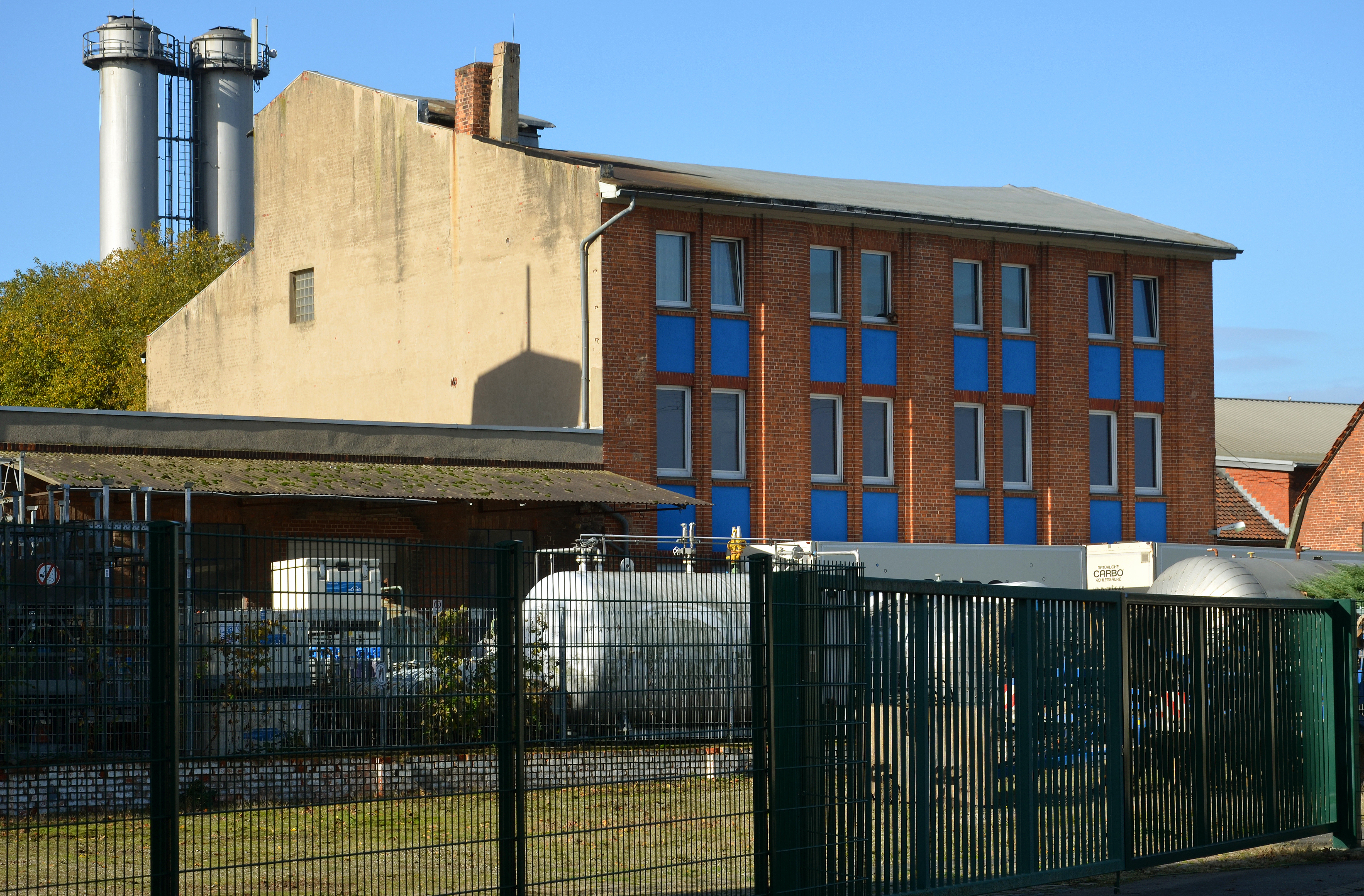

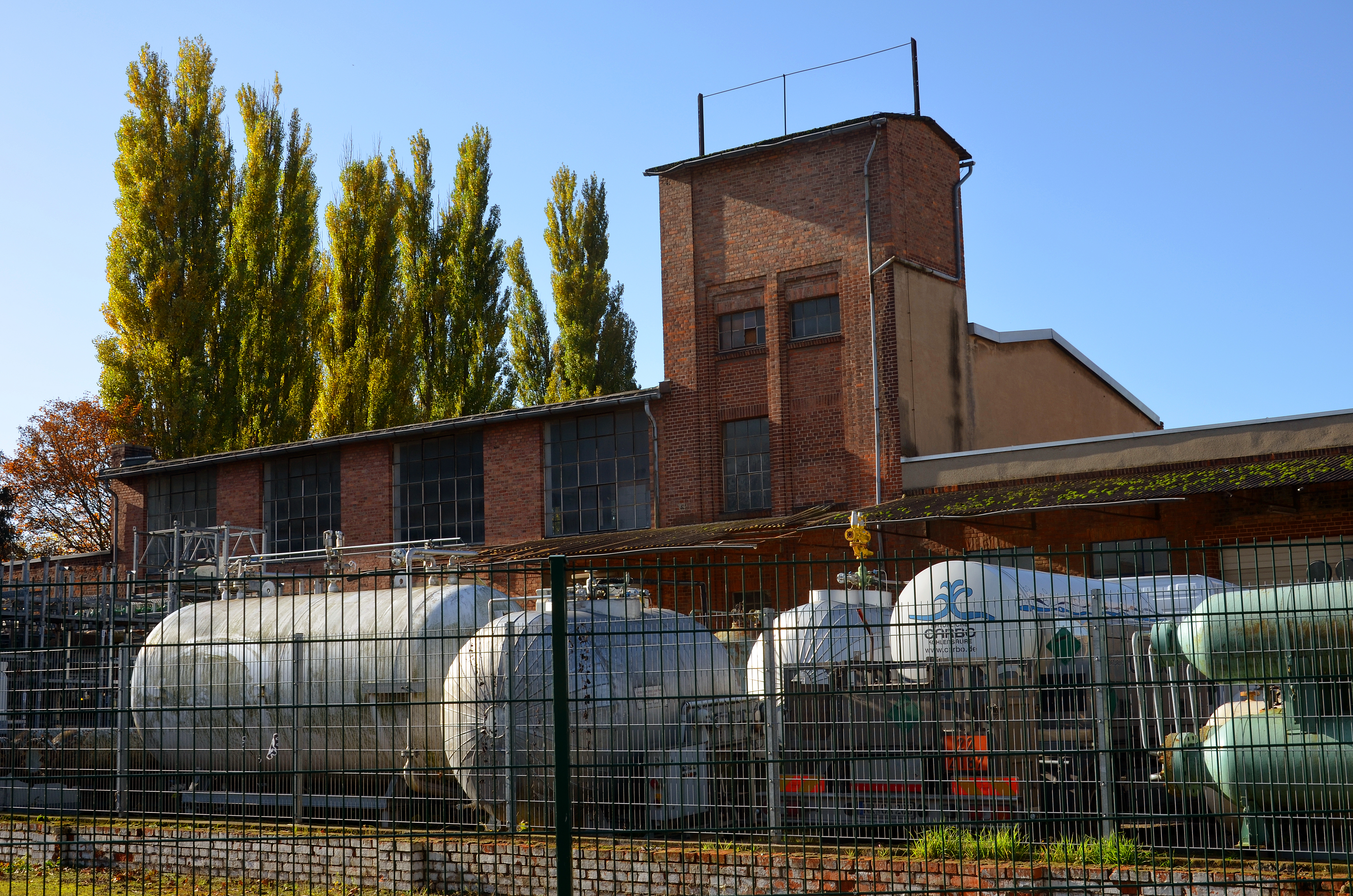
Verschieden große Druckbehälter vor altem Industriegebäude

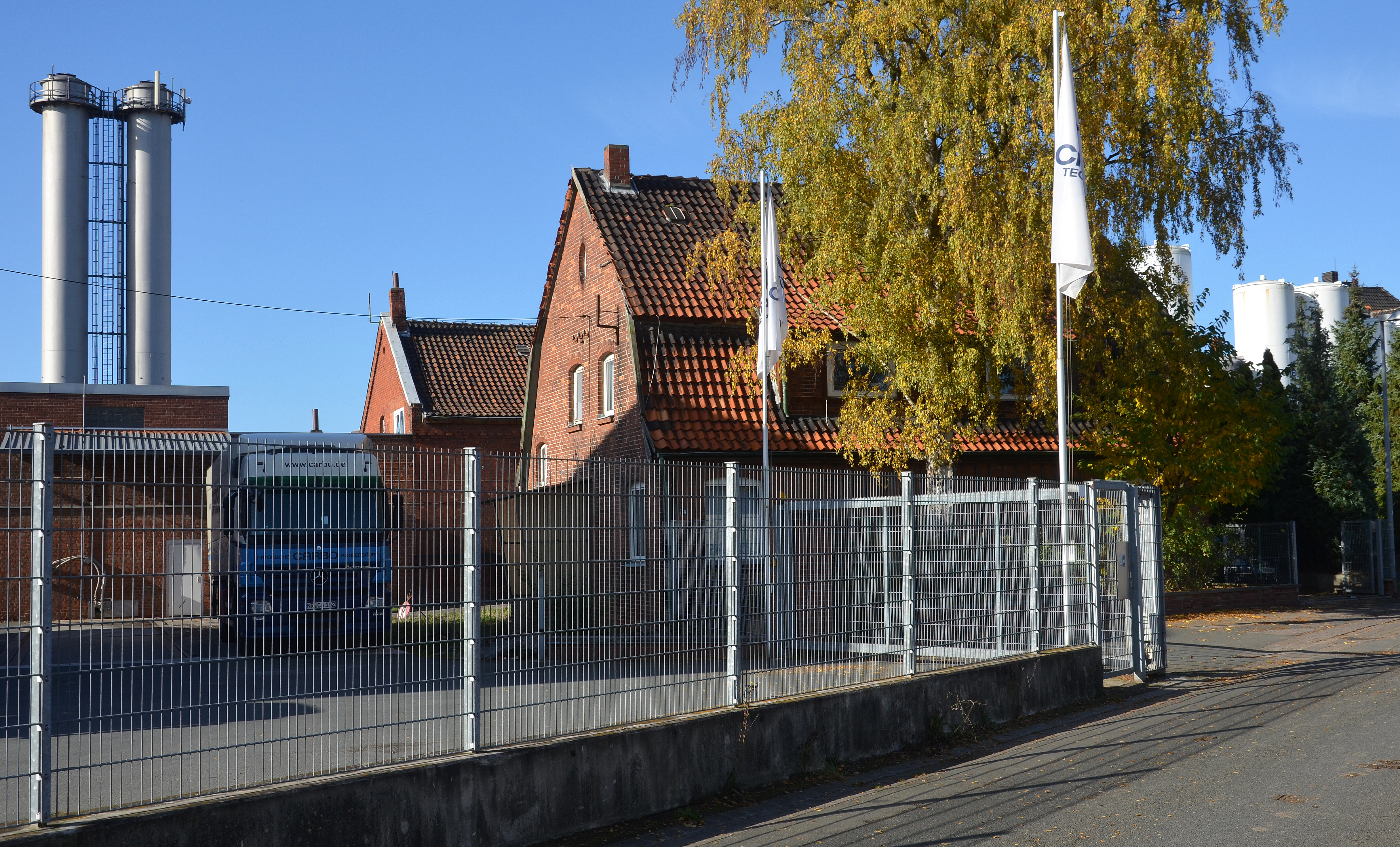
Blick auf die historischen Direktoren- und Verwaltungsgebäude, im Hintergrund rechts Hochdruckbehälter

Im Zuge der Industrialisierung waren im 19. Jahrhundert noch keine Kohlensäurewerke in Hannover errichtet worden, wenngleich Wilhelm Carl Raydt, Lehrer am hannoverschen Realgymnasium, schon 1877 ein Verfahren zur Verflüssigung von Kohlensäure erfunden hatte. Doch erst nach dem Bau und der Inbetriebnahme der Straßenbahnlinie von Hannover nach Hildesheim am 22. März 1899 siedelte sich in der seinerzeit selbständigen Gemeinde Rethen im Jahr 1902 das Kohlensäurewerk Hannover an. An das Werk konnte ein eigener Gleisanschluss gelegt werden, um damit den Güterverkehr mit der hannoverschen Straßenbahn zunächst bis zur Güterumschlagestelle Liebfrauenstraße südlich des Aegidientorplatzes – an der Stelle des heutigen Theaters am Aegi – zu ermöglichen.
Lange Zeit musste das hannoversche Kohlensäurewerk keine Konkurrenz fürchten, da es sich mit anderen deutschen Kohlensäurefabriken zu einem Kartell zusammengeschlossen hatte. Die Getränkehersteller und Gaststätten mussten sich notgedrungen zu den Bedingungen des Kartells beliefern lassen.
Nach dem Ersten Weltkrieg, dem Ende der Weimarer Republik durch die Machtergreifung der Nationalsozialisten und mitten im Zweiten Weltkrieg wurde das Kohlensäurewerk Hannover, seinerzeit als GmbH geführt, im Zuge der Kriegswirtschaft in den Jahren von 1943 bis 1945 für die industrielle Trockeneis-Produktion umgestaltet. Die Umrüstung unterstand dem damaligen Reichsbeauftragten für Chemie im Reichsamt für Wirtschaftsausbau.
Bereits zur Zeit der Britischen Besatzungszone hatte das Kohlensäurewerk seinen Betrieb wieder aufgenommen, denn es war laut einem Nachschlagewerk des Obersten Gerichtshofes für die Britische Zone ab 1948 vor dem Landgericht Hannover und dem Oberlandesgericht Celle Beklagte in einem Rechtsstreit mit einem Landrat, der eine Genehmigung nach dem damaligen Gesetz über die Aufschließung von Wohngebieten verweigerte.
In der Bundesrepublik Deutschland gehörte das Unternehmen zu den Sponsoren einer 1970 installierten und dann jahrzehntelang verschollenen Informationstafel zur Geschichte der seinerzeit noch selbständigen Gemeinde Rethen. Im Text zum Kohlensäurewerk Hannover hieß es dort, es sei „[…] das einzige seiner Art in Niedersachsen“.
1979 wurde die Produktion von flüssigem Kohlendioxid in Rethen eingestellt. Stattdessen wurde das Werk beispielsweise im Jahr 1995 täglich mit natürlichem CO2 per Eisenbahnwagen beliefert, das in Tanks von bis zu 300 Tonnen auf dem Betriebsgelände gelagert wurde, bevor es in metallene Flaschen umgefüllt wurde. Manche Kunden hatten eigene Tanks auf dem Hof des Werkes, die zum Teil sogar in Rethen gefertigt wurden.
Hauptabnehmer des flüssigen CO2 waren etwa 1995 die Gilde Brauerei, die die Gaststätten insbesondere der Region Hannover beliefert, sowie das Volkswagenwerk Hannover, das CO2 beim Schweißen als Schutzgas nutzt. Auch die Schweißtechnische Lehr- und Versuchsanstalt am Lindener Hafen zählte zu den Kunden.
Zudem lieferte das Kohlensäurewerk Hannover noch 1995 etwa ziegelsteingroßes weißes Trockeneis, das in mit Häcksel aufgefüllten Kartons ausgeliefert wurde. So holte damals beispielsweise ein Theater aus Hannover täglich einen ganzen Lastwagen voll solcher Kartons vom Werk ab. Im selben Jahr wurden im Rahmen einer Führung unter anderem zwei ältere Kompressionsmaschinen im Keller des Kohlensäurewerks gezeigt, von denen eine noch in Betrieb war.
2008 wurde das als Genossenschaft beim Amtsgericht Hannover im Genossenschaftsregister mit der Nummer GnR 260 geführte Kohlensäurewerk Hannover aufgrund des Beschlusses der Generalversammlung vom 8. August des Jahres in die Carbo Kohlensäurewerk Hannover GmbH umgewandelt, nun im Handelsregister unter der Nummer HRB 203244.
Das Carbo Kohlensäurewerk Hannover ist Mitglied im Industrieclub Hannover.

## Persönlichkeiten
Mehr als ein Viertel Jahrhundert lang kontrollierte der hannoversche Gastronom Carl Stöter als Aufsichtsratsvorsitzender das Hannoversche Kohlensäurewerk.

## Archivalien
Archivalien von und über das Kohlensäurewerk Hannover finden sich beispielsweise
- im deutschen Bundesarchiv als Schriftgut aus der Zeit von 1943 bis 1945 aus dem Reichsamt für Wirtschaftsausbau in den Unterlagen des Beauftragten für Trockeneis beim Reichsbeauftragten für Chemie, Archivalien-Signatur BArch, R 3112/418[10]